# Liste der Monuments historiques in Rochefort-en-Yvelines
Die Liste der Monuments historiques in Rochefort-en-Yvelines führt die Monuments historiques in der französischen Gemeinde Rochefort-en-Yvelines auf.

## Liste der Bauwerke
| Bezeichnung         | Beschreibung | Standort                | Kennzeichnung | Schutzstatus | Datum | Bild |
| ------------------- | ------------ | ----------------------- | ------------- | ------------ | ----- | ---- |
| Bailliage           |              | Place des Halles (Lage) | PA00087588    | Inscrit      | 1965  |      |
| Schloss             |              | (Lage)                  | PA00087589    | Inscrit      | 1931  |      |
| Himmelfahrts-Kirche |              | (Lage)                  | PA00087590    | Inscrit      | 1937  |      |

## Liste der Objekte
- Monuments historiques (Objekte) in Rochefort-en-Yvelines in der Base Palissy des französischen Kultusministeriums